# Giuseppe De Michelis

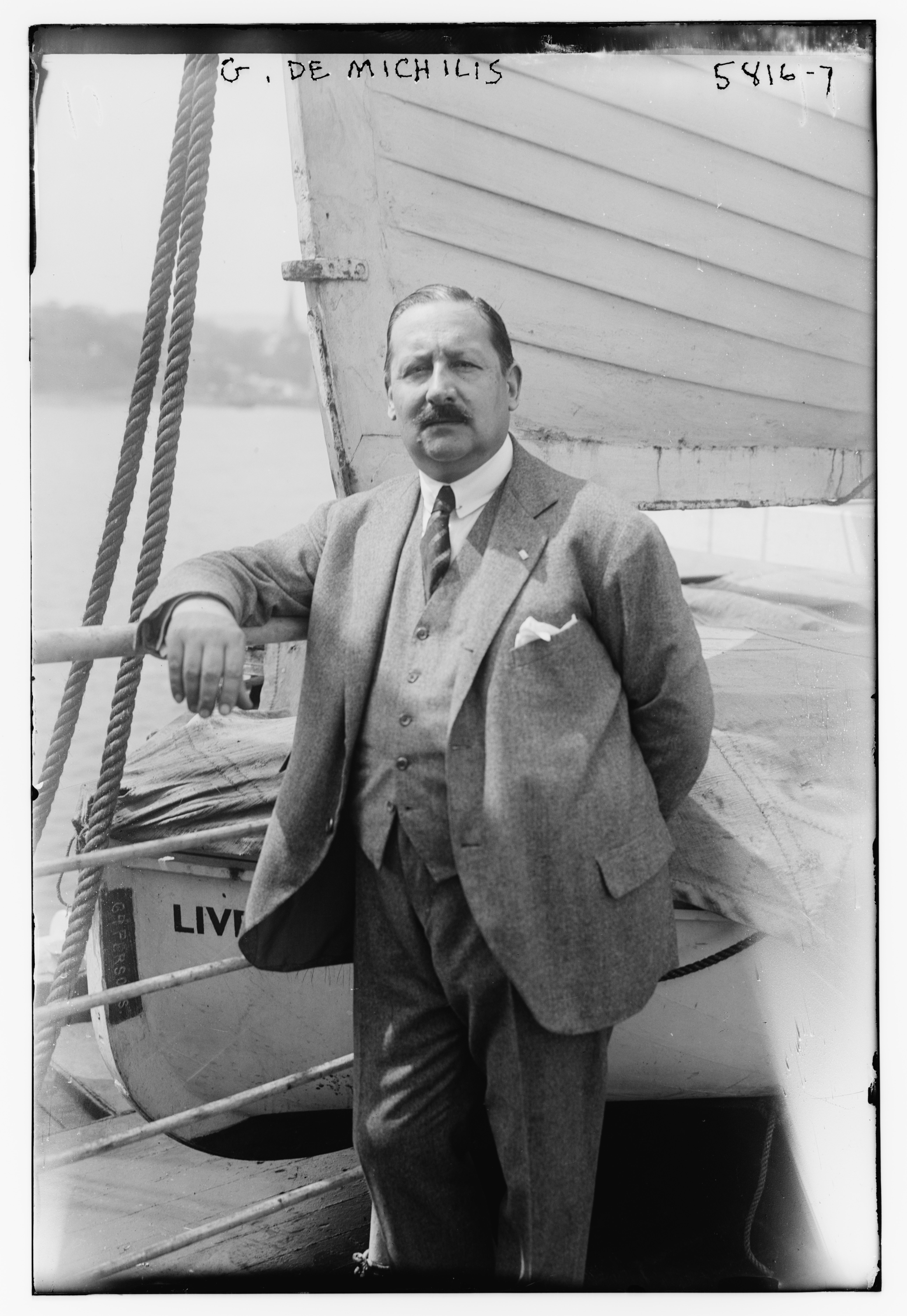
Giuseppe De Michelis (29. September 1922)

Giuseppe De Michelis (* 6. April 1872 in Pistoia; † 12. Oktober 1951 in Rom) war ein Diplomat und Politiker im Königreich Italien, der unter anderem von 1919 bis 1927 Generalkommissar für Auswanderung (Commissario generale dell’emigrazione), von 1920 bis 1936 Ständiger Vertreter bei der Internationalen Arbeitsorganisation sowie zwischen 1925 und 1933 Präsident des Internationalen Landwirtschaftsinstituts. Er war ferner von 1929 bis 1943 Mitglied des Senats (Senato del Regno).

## Leben

### Studien, Generalkommissar für Auswanderung und Ständiger Vertreter bei der Internationalen Arbeitsorganisation
Giuseppe De Michelis, Sohn von Paolo De Michelis und Luigia Candia, absolvierte zunächst ein Studium der Medizin an der Universität Lausanne, das er mit einem Laurea in medicina beendete. Ein weiteres Studium der Rechtswissenschaften an der Universität Lausanne und der Universität Genf schloss er mit einem Laurea in giurisprudenza ab. Er trat als Mitarbeiter in die Generalkommission für Auswanderung ein und übernahm dort verschiedene Verwendungen. Für seine Verdienste wurde er am 3. August 1903 Ritter, am 28. April 1907 Offizier und am 29. Dezember 1910 Kommandeur des Ordens der Krone von Italien sowie am 12. Juni 1913 Ritter, am 8. Juni 1916 Offizier und am 17. Januar 1919 auch Kommandeur des Ordens der Heiligen Mauritius und Lazarus. Für seine Verdienste im Ersten Weltkrieg wurde er ferner zwei Mal mit dem Kriegsverdienstkreuz ausgezeichnet.
De Michelis, der am 27. Juli 1919 auch Großoffizier des Ordens der Krone von Italien wurde, löste 1919 Giovanni Gallina als Generalkommissar für Auswanderung (Commissario generale dell’emigrazione) und bekleidete dieses Amt bis 1927. 1920 übernahm er zudem eine Stelle als Dozent für Auswanderungsrecht an der Fakultät für Strafrecht der Universität La Sapienza in Rom und war zudem zwischen 1920 und 1936 sowohl Mitglied des Verwaltungsrates des Internationalen Arbeitsamtes als auch zeitgleich Ständiger Vertreter bei der Internationalen Arbeitsorganisation sowie Leiter der italienischen Delegation bei den jährlichen Internationalen Arbeiterkonferenzen in Genf. Zeitweilig war er auch Präsident des Verwaltungsrates der Internationalen Arbeitsorganisation (ILO). Er wurde am 10. Juni 1920 auch Großoffizier des Ordens der Heiligen Mauritius und Lazarus und am 26. Juni 1921 auch als Ministro plenipotenziario di I classe zum Bevollmächtigten Minister Erster Klasse befördert. Ihm wurde ferner am 3. Juli 1921 das Großkreuz des Ordens der Krone von Italien sowie am 29. Februar 1924 auch der Ehrentitel eines Botschafters (Ambasciatore onorario) verliehen.

### Präsident des Internationalen Landwirtschaftsinstituts und Senator
Als Nachfolger von Giorgio Guglielmi übernahm er 1925 den Posten als Präsident des Internationalen Landwirtschaftsinstituts, eine 1905 gegründete internationale Organisation mit Sitz in Rom, welches Daten und Statistiken über die Landwirtschaft in den verschiedenen Staaten und Kolonialgebieten der Erde sammelt und verbreitet. Er bekleidete diese Funktion bis 1933, woraufhin Ludovico Spada Veralli Potenziani seine Nachfolge antrat. 1927 wurde er ferner Mitglied der Geographischen Gesellschaft, der Società Geografica Italiana.
Am 8. November 1928 wurde Giuseppe De Michelis zum Mitglied des Senats (Senato del Regno) ernannt und gehörte diesem vom 15. Mai 1929 bis zum 5. August 1943 an. Er war zwischen 1930 und 1931 auch Delegierter der Versammlung des Völkerbundes. Während seiner Senatszugehörigkeit war er zwischen dem 25. März 1931 und dem 30. August 1937 mit einer Unterbrechung Mitglied der Kommission zur Prüfung von Gesetzentwürfen zur Umwandlung von Gesetzesdekreten (Commissione per l’esame dei disegni di legge per la conversione dei decreti-legge). Für seine Verdienste wurde ihm am 25. Januar 1934 auch das Großkreuz des Ordens der Heiligen Mauritius und Lazarus verliehen. 1935 war er Präsident des Internationalen Arbeitsamtes sowie zwischen 1935 und 1936 auch Präsident der jährlichen Internationalen Arbeiterkonferenzen. Im Laufe seiner weiteren Senatszugehörigkeit war er zwischen dem 26. August 1937 und dem 2. März 1939 Mitglied der Kommission zur Prüfung von Zolltarifen und Handelsverträgen (Commissione per l’esame delle tariffe doganali e dei trattati di commercio) sowie vom 17. April 1937 bis zum 5. August 1943 Mitglied des Ausschusses für Finanzen (Commissione di finanze). Des Weiteren war er zwischen dem 17. April 1939 und dem 28. Januar 1940 auch Mitglied des Ausschusses für nationale Bildung und Volkskultur (Commissione dell'educazione nazionale e della cultura popolare) sowie zuletzt vom 16. Juni bis zum 5. August 1943 auch noch Mitglied des Ausschusses für auswärtige Angelegenheiten, Handels- und Zollrecht (Commissione degli affari esteri, degli scambi commerciali e della legislazione doganale).
Neben diesen Funktionen war er auch Mitglied des Nationalen Forschungsrates CNR (Consiglio Nazionale delle Ricerche), Präsident der Nationalen Unfallverhütungsstelle (Ente nazionale per la prevenzione degli infortuni), Präsident des Nationalen Kreditinstituts für italienische Arbeit im Ausland (Istituto nazionale di credito per il lavoro italiano all’estero), Präsident des Ständigen Ausschusses für Auswanderung (Comitato permanente per l’emigrazione) sowie Mitglied der Accademia dei Georgofili, eine 1753 in Florenz gegründete Akademie zur Förderung der Kenntnisse von Land- und Forstwirtschaft.
Unter der Regierung Bonomi wurde De Michelis am 7. August 1944 vom Obersten Gerichtshof für Sanktionen gegen den Faschismus ACGSF (Alta Corte di Giustizia per le Sanzioni contro il Fascismo) angeklagt. Ihm wurde vorgeworfen als Senator für die Aufrechterhaltung des Faschismus und die Ermöglichung des Krieges verantwortlich gewesen zu sein, sowohl durch Stimme als auch durch individuelle Aktionen, einschließlich Propaganda innerhalb und außerhalb des Senats. Durch Beschluss des ACGSF vom 31. Juli 1945 verlor er seinen Sitz im Senat. Aus seiner Ehe mit Aurelia Carvoso ging der Sohn Paolo De Michelis hervor.

## Veröffentlichungen
- Avvertenze per l’emigrante italiano in Austria-Ungheria. Compresa la Bosnia-Erzegovina, Cooperativa tip. Manuzio, Rom, 1910
- Avvertenze per l’emigrante italiano nei paesi balcanici (Bulgaria, Grecia, Montenegro, Serbia, Turchia d’Europa) e in Rumania, Cooperativa tip. Manuzio, Rom, 1910
- La crisi economica mondiale, Stabilimento tipografico ditta C. Colombo, Rom, 1930
- L’Italia nell’Organizzazione internazionale del lavoro della Società delle nazioni, Edizioni Sapientia, Rom, 1930
- La disoccupazione operaia, Stabilimento tipografico ditta Carlo Columbo, Rom, 1931
- La corporazione nel mondo, V. Bompiani, Mailand, 1934
- Alimentazione e giustizia sociale, Instituto nazionale di cultura fascista, Rom, 1937

in englischer Sprache
- World reorganisation on corporative lines, G. Allen & Unwin Ltd., London, 1935

in französischer Sprache
- Conférence Internationale de l'Émigration et de l’Immigration, Rome, 15–31 mai 1924, Imprimerie de la Chambre des Députés, Raison C. Colombo, Rom, 1925